# Ішратхона
Ішрат-Хана, Ішратхона («Будинок розваги») — архітектурний пам'ятник в Самарканді, будівлі збудованої у часи правління тимурида Абу-Саїда (1451—1469 роки).

## Призначення
Немає єдиної думки щодо призначення цієї будівлі в той час. Дехто припускає, що це було місце поховання жінок аристократичного походження. Будівля не реставрувалася. Один із перших прикладів купольної стелі. Будівля розташована в південно-східній частині міста. 

## Теперішній стан
В даний час від цього пам'ятника збереглися лише руїни. У 1903 році внаслідок землетрусу обвалився купол разом з високим барабаном. У 1940 році серед руїн проведені розкопки і виявлено кілька жіночих поховань. Пізніше проведені ремонтні роботи для збереження пам'ятки